# Соредии

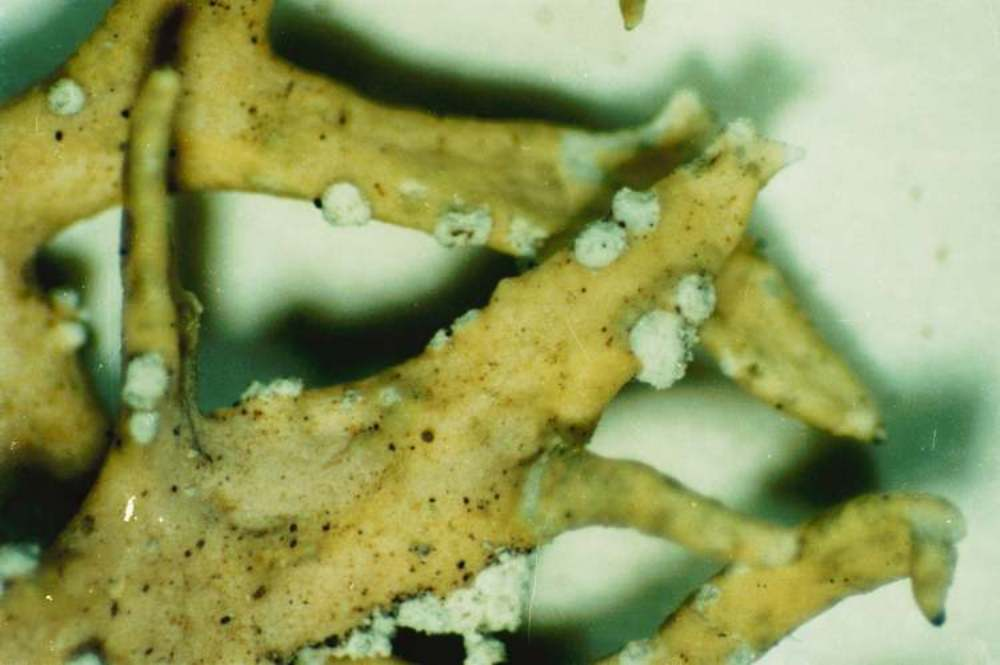
Соредии на эвернии сливовой

Соре́дии (от др.-греч. σωρός — куча) — органы вегетативного размножения у некоторых лишайников. По форме напоминают мелкие пылевидные комочки. Соредии состоят из одной или нескольких клеток водоросли, оплетённых короткоклеточными тонкими гифами гриба. Заметны в виде белого, жёлтого или зеленоватого порошкообразного или мелкозернистого налета на поверхности таллома или по его краям; иногда разрастаются в таком количестве, что почти полностью скрывают лишайник. Образуются в альгальном слое лишайника (где сосредоточены клетки водоросли); через образующиеся под их давлением разрывы коркового слоя выпадают в виде пыли, разносятся ветром и, попадая на подходящий субстрат, развиваются в новый таллом.
Встречаются главным образом у высокоорганизованных форм листоватых и кустистых лишайников.
Скопления соредий принято называть соралями.
Различают эпиталломные соредии, располагающиеся по верхней поверхности таллома, краевые, располагающиеся по краю лопастей или долей слоевища и гипоталломные, размещающиеся на нижней поверхности слоевища.